# Chris Basham
Christopher Paul Basham (Hebburn, 22 luglio 1988) è un ex calciatore inglese, di ruolo difensore.

## Carriera

### Gli esordi: Bolton e i primi prestiti
Dopo essere stato rilasciato dal settore giovanile del Newcastle all'età di 16 anni, viene tesserato dal Bolton, club con il quale sigla il suo primo contratto da professionista. La sua prima esperienza nel calcio "dei grandi" arriva nel novembre 2006, quando viene mandato in prestito mensile allo Stafford Rangers, squadra di Conference National, con la quale colleziona tre presenze prima di tornare ai Trotters.
Nel febbraio 2008, viene nuovamente mandato in prestito, questa volta al Rochdale, squadra di League Two, con la quale disputa 13 partite, le sue prime tra i professionisti, e che aiuta a raggiungere il quinto posto a fine stagione, guadagnandosi l'accesso ai play-off promozione.
Nella stagione 2008-2009, Basham fa il suo debutto con la maglia del Bolton subentrando, all'89º minuto, nella vittoria dei suoi per 4-1 sul Sunderland allo Stadium of Light (28 novembre 2008). Nel corso di questa stagione, e in particolare l'11 aprile 2009, segna anche il suo primo gol in Premier League e, in generale, tra i professionisti, marcando contro il Chelsea a Stamford Bridge nella sfida poi persa dai suoi col punteggio di 3-4.
La stagione 2009-2010 parte con auspici migliori della precedente, tanto che Basham spende i primi mesi giocando con maggior continuità e trovando anche buone prestazioni individuali, come nel caso della sconfitta dei suoi contro il Liverpool (2-3), nella quale fornì l'assist per lo splendido gol del compagno e futuro capitano del Chelsea, Gary Cahill. Le buone prestazioni valgono al giocatore anche il rinnovo di contratto, firmato il 6 novembre 2009 e con scadenza giugno 2012. Pochi giorni dopo, però, un brutto infortunio al ginocchio gli fa terminare anzitempo la stagione, l'ultima della sua carriera coi Wanderers.

### Blackpool
Il 13 agosto 2010, dopo che la prima offerta per il suo cartellino era stata rifiutata dal Bolton, firma con il neo-promosso Blackpool un contratto triennale, rimanendo così in Premier League nonostante gli infortuni sopracitati. Il giorno successivo alla firma, esordisce con i Tangerines, subentrando a Marlon Harewood nella vittoria per 4-0 della sua nuova squadra contro il Wigan. Nonostante questo, la sua seconda partita con la maglia del Blackpool arriva praticamente 3 mesi dopo quando gioca da titolare nella sconfitta contro l'Aston Villa (2-3). Passando buona parte della stagione tra le riserve o in lista infortunati, Basham non riesce a dare il suo contributo alla squadra, tanto che i Tangerines retrocedono in Championship dopo un solo anno di permanenza in massima serie.
Anche nella stagione successiva, Basham subisce un infortunio che sembra tenerlo fuori a lungo e destinarlo così ad un ulteriore prestito. Viene in realtà richiamato con la prima squadra a causa della crisi di infortuni che colpisce il Blackpool e trova, il 10 dicembre 2011, il suo primo gol con la maglia arancione, segnando di testa la rete del definitivo 2-2 contro il Southampton a St Mary's. Va a segno un'altra volta prima della fine della stagione, contro il Crystal Palace, aggiornando così il suo bilancio a 21 presenze e 2 reti in stagione coi Tangerines.
Anche la stagione 2012-2013 è particolarmente problematica dal punto di vista fisico per Basham: i numerosi infortuni lo fanno passare praticamente in pianta stabile nella squadra riserve del Blackpool. Nonostante questo, conclude la stagione con 28 presenze e un gol (contro il Middlesbrough) con la prima squadra, le quali gli valgono il prolungamento di contratto fino al 2014.
La stagione 2013-2014 è quella della svolta positiva: affermandosi regolarmente con la prima squadra, trova continuità sia dal punto di vista delle presenza che delle realizzazioni. Le reti contro Middlesbrough e Leicester, aiutano Basham a vincere anche il premio di "Giocatore del mese" (settembre 2013) col Blackpool, il primo della sua carriera. La stagione si conclude con 42 presenze e 2 reti e anche un questo caso un'offerta di rinnovo di contratto da parte del Club. Questa volta, però, Basham rifiuta il prolungamento, per firmare a titolo gratuito con una nuova società nel giugno 2014.

### Sheffield United
Il 5 giugno 2014 firma un contratto triennale con lo Sheffield United, del quale diventa ufficialmente giocatore al termine del proprio contratto col Blackpool. Al suo arrivo, sceglie la maglia numero 6, che vestirà per più di 8 anni consecutivi. L'esordio di Basham con le Blades arriva nella prima gara della stagione, quando viene sostituito dopo 86 minuti nella sconfitta contro il Bristol City (1-2). Elogiato dal manager Nigel Clough, figlio del grande Brian, che lo considera un titolare della sua squadra, viene schierato solitamente come difensore centrale e occasionalmente come centrocampista difensivo, collezionando la bellezza di 50 presenze in tutte le competizioni. Nei play-off promozione segna anche una rete nello spettacolare 5-5 contro lo Swidon Town; questo risultato però non basta allo United per accedere alla finale di Wembley a causa della sconfitta (1-2) maturata nella gara d'andata delle semifinali. 
Nella stagione successiva, sotto la guida di Nigel Adkins, Basham diventa anche capitano della squadra, indossando la fascia per la prima volta nella vittoria (con gol) per 3-1 contro il Doncaster. In totale, veste la fascia da capitano per 5 volte in tutta la stagione, sempre in caso di assenza di Jay McEveley, capitano designato, e colleziona in totale 49 presenze (di cui 44 in campionato), condite da quattro reti (contro Barnsley, Colchester United e Walsall, oltre a quella già citata).
La stagione 2016-2017, come per tutto il Club, è quella della svolta. Grazie all'arrivo del nuovo manager Chris Wilder, le Blades intraprendono uno straordinario cammino in League One che le rende protagoniste di una promozione diretta guadagnata sul campo con ben 100 punti collezionati (record della divisione). In tutto questo, anche Basham impressiona, sia da mediano davanti alla difesa, in coppia con lo scozzese Paul Coutts, sia da "braccetto" nella difesa a 3 di Wilder, insieme ai compagni Ethan Ebanks-Landell, Jake Wright e Jack O'Connell, tanto che il manager suggerisce un rinnovo di contratto, ormai in scadenza al termine della stagione successiva. Personalmente, Basham chiude la stagione con 48 presenze e 2 gol segnati in tutte le competizioni. 
Nel luglio 2017 firma un rinnovo biennale, conquistato grazie alle grandi prestazioni offerte la stagione precedente. In Championship gioca un ruolo fondamentale per gli equilibri difensivi (e non solo) dello United, tanto che le Blades certificano la loro promozione, la seconda in tre anni, dalla seconda divisione alla Premier League proprio grazie ad un suo gol nella sentitissima sfida contro il Leeds, vinta per 1-0 ad Elland Road. Nella stagione 2019-2020, la prima dello United in Premier League dal 2006-2007, Basham vince il premio di miglior giocatore del Club, guadagnandosi così il rinnovo per altre due annate. In quell'anno le Blades terminano al nono posto in classifica da neopromosse.
Le cose vanno peggio la stagione successiva: i pessimi risultati portano lo United alla retrocessione in Championship come ultimo della classe. Nonostante questo Basham rimane al Club e rinnova il proprio contratto, legittimando così a tutti gli effetti il soprannome di "Mr. Sheffield United", affibbiatogli da compagni e tifosi. Il 2 gennaio 2020, infatti, arriva a giocare la 300.ma partita in tutte le competizioni con la maglia dello United, diventando uno dei giocatori più importanti della storia ultracentenaria del Club. Il 9 febbraio 2022, in occasione della vittoria per 2-0 contro il West Bromwich, colleziona la gara numero 300 in campionato con la maglia dello Sheffield United, arrivando così ad avvicinare le 350 in tutte le competizioni. 

## Statistiche

### Presenze e reti nei club
| Stagione                | Squadra                 | Campionato              | Campionato | Campionato | Coppe nazionali | Coppe nazionali | Coppe nazionali | Coppe continentali | Coppe continentali | Coppe continentali | Altre coppe | Altre coppe | Altre coppe | Totale | Totale |
| Stagione                | Squadra                 | Comp                    | Pres       | Reti       | Comp            | Pres            | Reti            | Comp               | Pres               | Reti               | Comp        | Pres        | Reti        | Pres   | Reti   |
| ----------------------- | ----------------------- | ----------------------- | ---------- | ---------- | --------------- | --------------- | --------------- | ------------------ | ------------------ | ------------------ | ----------- | ----------- | ----------- | ------ | ------ |
| 2006-2007               | Stafford Rangers        | CN                      | 3          | 0          | FACup+FATrophy  | 1               | 0               | -                  | -                  | -                  | -           | -           | -           | 4      | 0      |
| 2007-2008               | Rochdale                | FL2                     | 13         | 0          | FACup+CdL       | 0               | 0               | -                  | -                  | -                  | FLT         | 0           | 0           | 13     | 0      |
| 2008-2009               | Bolton                  | PL                      | 11         | 1          | FACup+CdL       | 0               | 0               | -                  | -                  | -                  | -           | -           | -           | 11     | 1      |
| 2009-2010               | Bolton                  | PL                      | 8          | 0          | FACup+CdL       | 1+1             | 0               | -                  | -                  | -                  | -           | -           | -           | 10     | 0      |
| Totale Bolton           | Totale Bolton           | Totale Bolton           | 19         | 1          |                 | 2               | 0               |                    | -                  | -                  |             | -           | -           | 21     | 1      |
| 2010-2011               | Blackpool               | PL                      | 2          | 0          | FACup+CdL       | 0+1             | 0               | -                  | -                  | -                  | -           | -           | -           | 3      | 0      |
| 2011-2012               | Blackpool               | FLC                     | 17         | 2          | FACup+CdL       | 3+1             | 0               | -                  | -                  | -                  | -           | -           | -           | 21     | 2      |
| 2012-2013               | Blackpool               | FLC                     | 26         | 1          | FACup+CdL       | 2+0             | 0               | -                  | -                  | -                  | -           | -           | -           | 28     | 1      |
| 2013-2014               | Blackpool               | FLC                     | 40         | 2          | FACup+CdL       | 1+1             | 0               | -                  | -                  | -                  | -           | -           | -           | 42     | 2      |
| Totale Blackpool        | Totale Blackpool        | Totale Blackpool        | 85         | 5          |                 | 9               | 0               |                    | -                  | -                  |             | -           | -           | 94     | 5      |
| 2014-2015               | Sheffield United        | FL1                     | 37+2       | 0+1        | FACup+CdL       | 5+4             | 0               | -                  | -                  | -                  | FLT         | 2           | 0           | 50     | 1      |
| 2015-2016               | Sheffield United        | FL1                     | 44         | 4          | FACup+CdL       | 3+1             | 0               | -                  | -                  | -                  | FLT         | 1           | 0           | 49     | 4      |
| 2016-2017               | Sheffield United        | FL1                     | 43         | 2          | FACup+CdL       | 2+1             | 1+0             | -                  | -                  | -                  | FLT         | 2           | 0           | 48     | 3      |
| 2017-2018               | Sheffield United        | FLC                     | 45         | 2          | FACup+CdL       | 3+2             | 0               | -                  | -                  | -                  | -           | -           | -           | 50     | 2      |
| 2018-2019               | Sheffield United        | FLC                     | 41         | 4          | FACup+CdL       | 1+1             | 0               | -                  | -                  | -                  | -           | -           | -           | 43     | 4      |
| 2019-2020               | Sheffield United        | PL                      | 38         | 0          | FACup+CdL       | 4+0             | 0               | -                  | -                  | -                  | -           | -           | -           | 42     | 0      |
| 2020-2021               | Sheffield United        | PL                      | 31         | 0          | FACup+CdL       | 3+1             | 1+0             | -                  | -                  | -                  | -           | -           | -           | 35     | 1      |
| 2021-2022               | Sheffield United        | FLC                     | 28+2       | 0          | FACup+CdL       | 1+2             | 0               | -                  | -                  | -                  | -           | -           | -           | 33     | 0      |
| 2022-2023               | Sheffield United        | FLC                     | 29         | 0          | FACup+CdL       | 6+0             | 0               | -                  | -                  | -                  | -           | -           | -           | 35     | 0      |
| 2023-2024               | Sheffield United        | PL                      | 8          | 0          | FACup+CdL       | 0+1             | 0               | -                  | -                  | -                  | -           | -           | -           | 9      | 0      |
| Totale Sheffield United | Totale Sheffield United | Totale Sheffield United | 344+4      | 13         |                 | 41              | 2               |                    | -                  | -                  |             | 5           | 0           | 394    | 15     |
| Totale carriera         | Totale carriera         | Totale carriera         | 468        | 19         |                 | 53              | 2               |                    | -                  | -                  |             | 5           | 0           | 526    | 21     |

## Palmarès

### Club

#### Competizioni nazionali
- Football League One: 1

Sheffield United: 2016-2017